# Ubangi
Ubangi (fr. Oubangui) – rzeka w Kongu, Republice Środkowoafrykańskiej i Demokratycznej Republice Konga. Długość wynosi 1300 km (z Uele 2300 km), powierzchnia dorzecza 770 tys. km². Rzeki źródłowe Bomu i Uele.
Przepływa przez podmokłe tereny równikowych lasów deszczowych. Tworzy liczne bystrza i progi. Wpada do Konga. Główne dopływy: Giri, Koto, Lua. Jest żeglowna na odcinku do miasta Bangi.